# Kali River Rapids
Kali River Rapids is een rapid river in het Amerikaanse attractiepark Disney's Animal Kingdom en bevindt zich in het themagebied Azië. De attractie opende, in 1999, een jaar na opening van het park zelf.  Het is de eerste rapid river van alle Disney-parken te wereld.
Tijdens de vijf minuten durende rit worden de bezoekers met hun boot door een rivier geleid. Rondom de rivier is alles gethematiseerd naar Azië, waaronder de flora en fauna. Tijdens de rit glijdt de boot van een circa 9,5 meter hoge waterglijbaan af. Op de baan bevinden zich negentien boten, waarin plaats is voor twaalf personen.
In de conceptfase van het project zou de attractie Tiger Rapids Run gaan heten. Later is toch voor de huidige naam van de attractie gekozen.

## Trivia
- Op 29 mei 2007 werd de attractie kort gesloten nadat vijf bezoekers en één medewerker van de attractie lichte verwondingen opliepen als gevolg van een slecht functionerende draaischijf bij het station.[1]

## Afbeeldingen

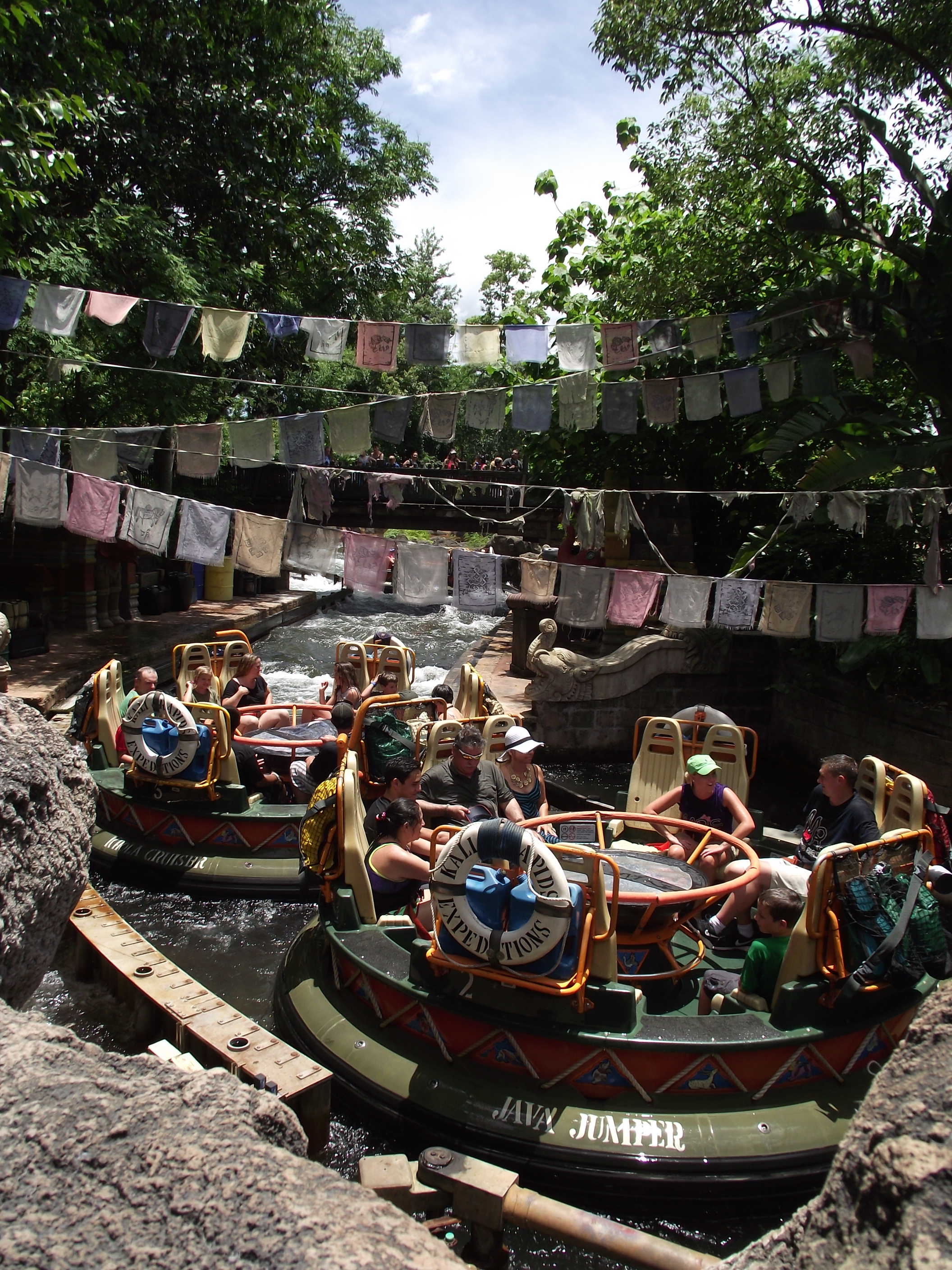
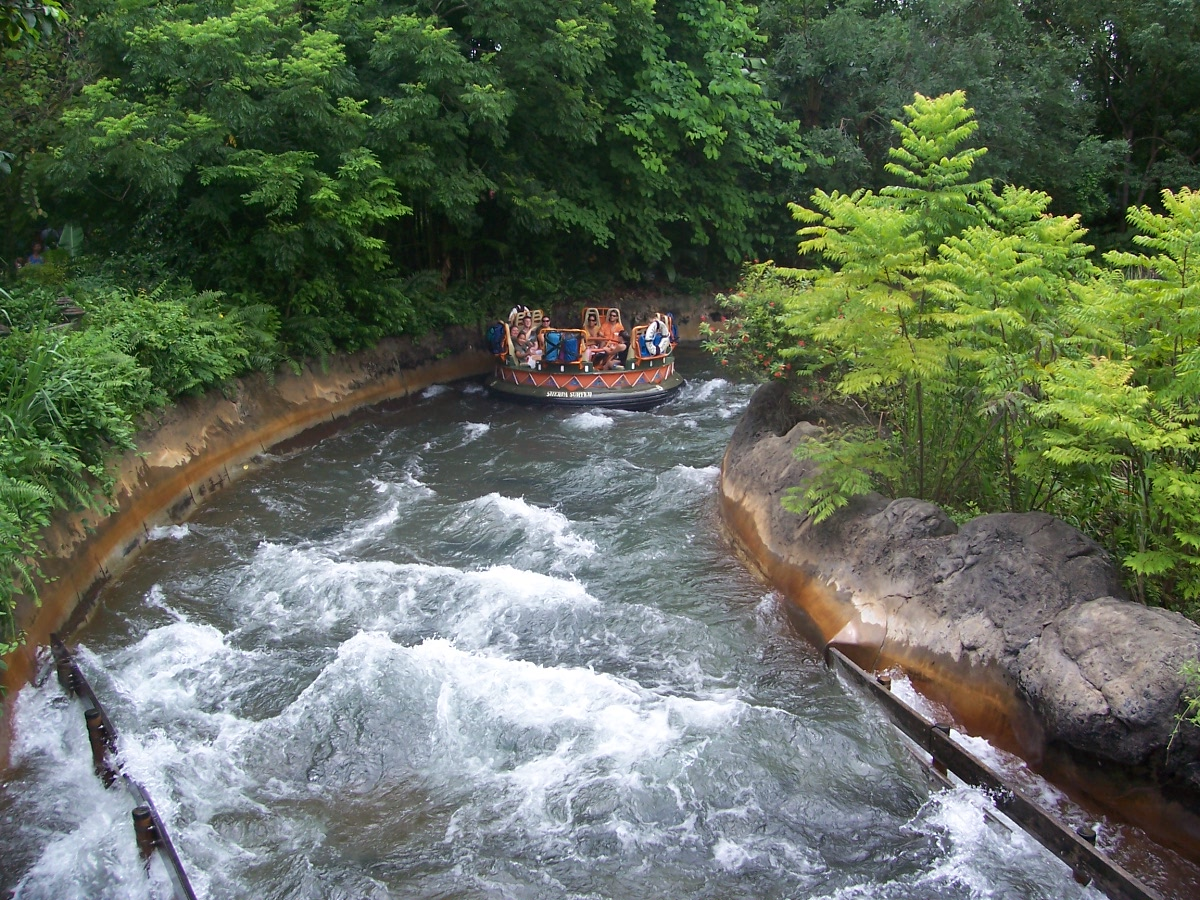
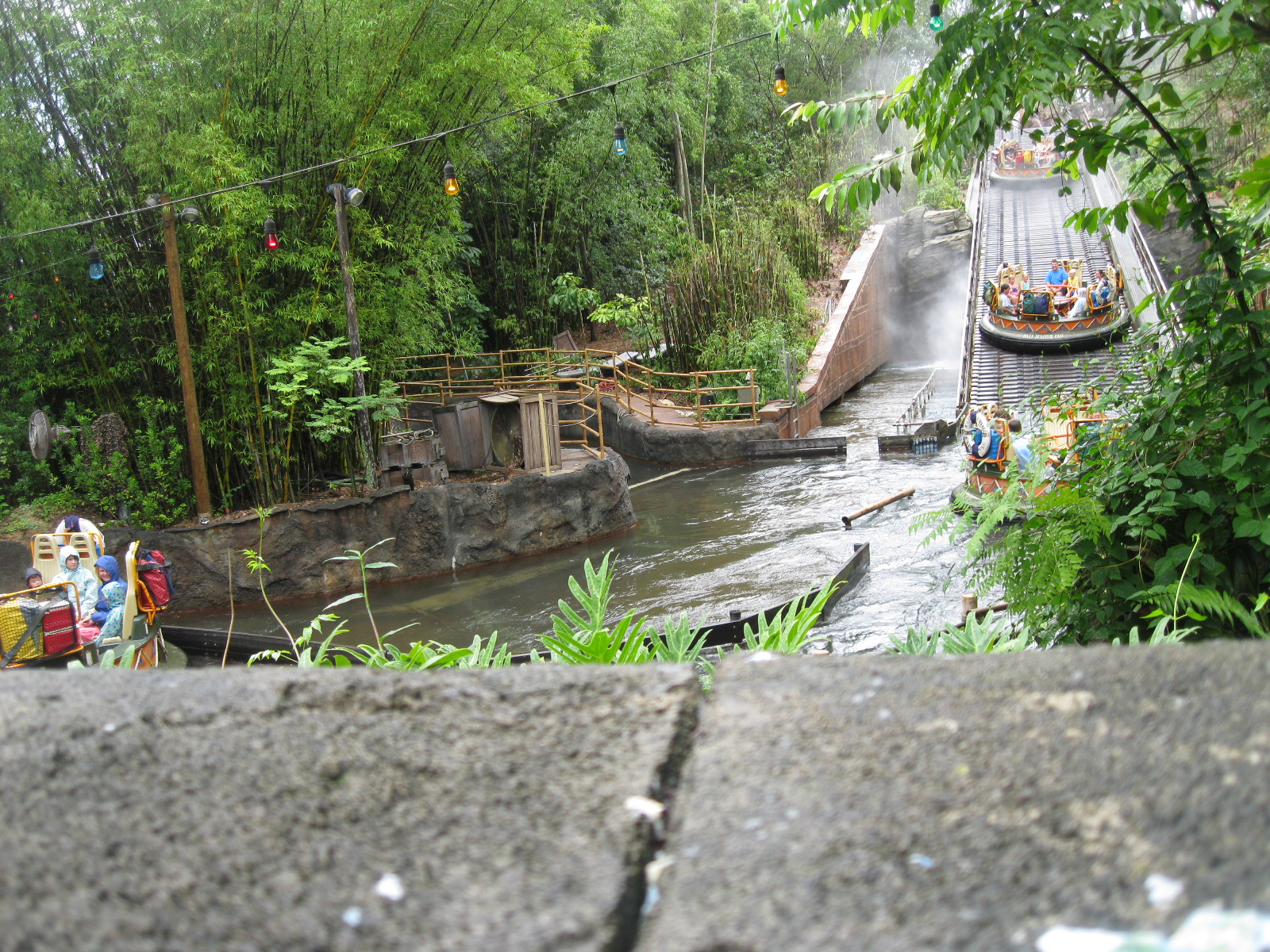
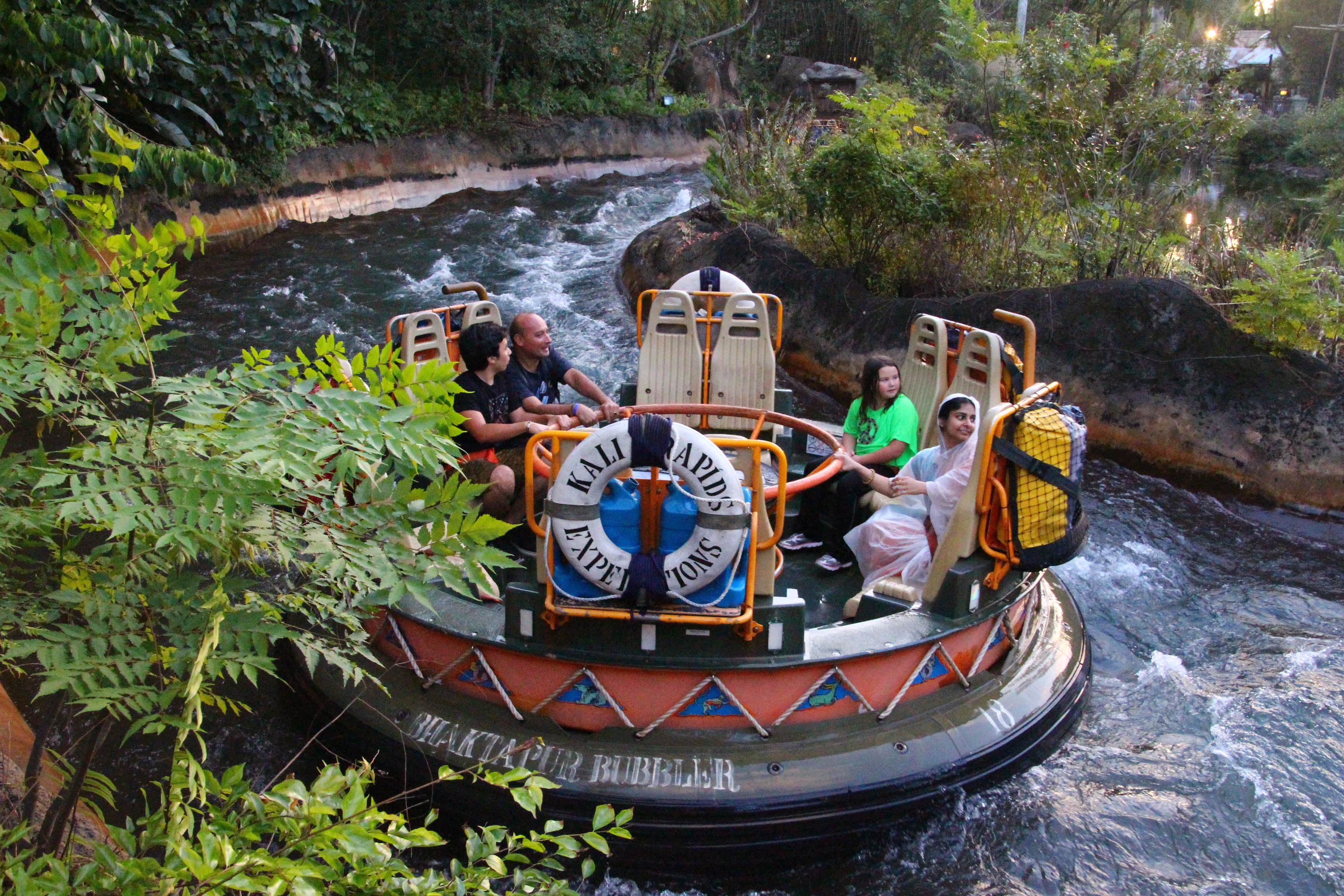